# Tysfjärden
Tysfjärden (finska: Tyyslahti) är en fjärd i Pyttis kommun, Kymmenedalen, Södra Finlands län. Tysfjärden är ett naturskyddsområde.